# The Satanic Rituals
The Satanic Rituals – książka autorstwa Antona Szandora LaVeya, w której zostało szczegółowo omówionych dziewięć rytuałów satanistycznych. Wydawnictwo ukazało się w 1972 roku nakładem wydawnictwa Avon Books (ISBN 0-380-01392-4), wznowione nakładem Universe Books w 1978, (ISBN 0-8216-0171-7) i Buccaneer Books w 1991 roku, (ISBN 0-89966-827-5).